# 3-methylpyridin
3-methylpyridin (také nazývaný 3-pikolin nebo β-pikolin) je organická sloučenina, jeden z pikolinů. Je prekurzorem pyridinových derivátů používaných ve farmaceutickém a zemědělském průmyslu. Stejně jako u ostatních pyridinů se jedná o bezbarvou slabě zásaditou kapalinu se silným zápachem. Jeho oxidací vzniká kyselina nikotinová.

## Výroba
3-methylpyridin se průmyslově vyrábí reakcí akroleinu s amoniakem:

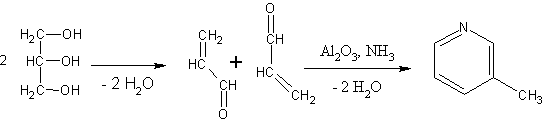
Příprava 3-methylpyridinu

Při reakci také vzniká pyridin jako důsledek dealkylace 3-methylpyridinu oxidovým katalyzátorem.
Tuto látku lze rovněž získat jako vedlejší produkt výroby pyridinu z acetaldehydu, formaldehydu a amoniaku. Také se dá vyrobit dehydrogenací 3-methylpiperidinu, jenž se získá hydrogenací 2-methylglutaronitrilu.

## Použití
3-methylpyridin se používá jako prekurzor některých agrochemikálií, jako je například chlorpyrifos. Chlorpyrifos se vyrábí z 3,5,6-trichlor-2-pyridinolu, jenž se tvoří z 3-methylpyridinu, meziproduktem je 3-kyanopyridin:
CH3C5H4N + 1,5 O2 + NH3 → 3 NCC5H4N + 3 H2O
3-kyanopyridin je také prekurzorem 3-pyridinkarboxamidu, jenž je zase prekurzorem pyridinkarbaldehydů:
NCC5H3N + [H] + katalyzátor→ OCHC5H4N
Pyridinkarbaldehydy se používají k výrobě protijedů vůči organofosfátovým inhibitorům acetylcholinesterázy.